# Guillermo Carter
Guillermo Carter o William Carter (c. 1548 - 11 de enero de 1584) fue impresor y mártir católico. Publicó un tratado sobre el cisma católico en Inglaterra durante el reinado de Isabel I y por ello fue colgado y descuartizado en Tyburn.

## Biografía
William nació en Londres en 1548 y murió colgado en Tyburn el 11 de enero de 1584. Hijo de John Carter, tejedor de profesión, y Agnes, fue aprendiz de John Cawood, impresor de la Reina. En 1563, ejerció de secretario de Nicholas Harpsfield, último arzobispo católico de Canterbury, cuando fue apresado. Antes de ser ejecutado, se casó. 
Entre los libros que publicó, editó las primeras mil copias del "A Treatise of Schisme" de Gregory Martin, en 1580, por lo que fue encarcelado en Gatehouse. Antes de eso, había estado en Poultry Compter —una pequeña prisión de Londres— desde el 23 de septiembre al 28 de octubre de 1578. Después de ser torturado, fue llevado a la Torre de Londres en 1582 hasta que fue liberado en 1583. Volvió a prisión el 10 de enero de 1584, por haber impreso otra vez el libro de Martín, en el cual incluía un párrafo donde creía en el triunfo de la Iglesia Católica así como la pía Judith vence a Holofernes. Obviamente la Reina no hizo la misma interpretación y decretó la pena de muerte para el impresor.